# 卡曼奇鎮區 (愛荷華州克林頓縣)
卡曼奇鎮區（英語：Camanche Township）是位於美國愛荷華州克林頓縣的一個行政鎮區。

## 地方資料
根據2010年美國人口普查的數據，卡曼奇鎮區的面積為58.61平方千米，當中陸地面積為50.43平方千米，而水域面積為8.18平方千米。當地共有人口4368人，而人口密度為每平方千米74.53人。